# 列車選別装置
列車選別装置（れっしゃせんべつそうち）とは、列車種別（列車種別番号）を列車から地上に伝えるための装置。列選（れっせん）と略されることもある。車両には種別を設定する列選設定機があり、車上送信機から列選車上子を経由して地上に信号を送信する。地上側には列車種別番号を識別する地上子が設置される。

## システム上の位置づけ
列車選別装置のシステム上の位置づけは事業者ごとに異なる。地上に受信された情報は踏切制御装置や構内案内放送などで利用される。

### 踏切
「特急」などの通過列車接近時は早めに踏切道を遮断、又「普通」などの停車列車接近時は遅めに踏切道を遮断するのが一般的である。停車列車の場合、踏切道の長時間遮断を防止する。ただし、通過列車が低速運転した場合は逆に遮断時間を長くしてしまうことがある。
鉄道における技術上の基準を定める省令によると、踏切道を遮断完了してから列車が到達するまでの時間は、20秒を標準とし、最低15秒とされる。

### 信号・進路制御
特定の列車に対して地上側の信号機が特別な信号現示を表示あるいは指示しまた分岐器を制御して進路を構成する。京成成田空港線（成田スカイアクセス線）では、160km/hで走行する列車に対して130km/h以上で進行可能な条件が整っている時に信号機にGG信号（高速進行、路線最高速度160km/h）を表示し、また新幹線では他の列車とは違う最高速度で走行する列車には、ATCでその列車だけに最高速度の速度制限信号を指示する。

### 停車駅通過防止装置
停車駅に接近しても減速しない列車に強制的にブレーキをかける装置で、駅に停車する列車のみに対して作動させるために用いる。京王のTNS (Train Navigation System) 装置等がある。後述の阪神などのように自動列車停止装置 (ATS) と連動して動作させる鉄道事業者もある。また、車両に設置されている停車駅通過防止装置とは別に動作する場合もある。

### 旅客案内
駅の発車案内板や自動放送の制御に利用されることがある。

## 国鉄・JRの列車選別装置

### 黒磯駅通過列車用
東北本線黒磯駅はかつて、直流1,500V（上野・大宮・宇都宮方面）と交流20,000V（福島・仙台・盛岡方面）の切換を日本で唯一の地上切換方式を採用していた。
現代での直流・交流相互間列車は、両電気方式を直通で運転できる交直流電車・交直流電気機関車によりデッドセクション通過中に車両側で電源方式の切換を行う車両切換方式が主流である。しかし、黒磯駅は交直流両用車両が完成する以前の交流電化草創期に電化されたため、大掛かりな地上切換設備を設け全列車が停車していた。その後は技術の進歩で交直流両用車両が開発・増備され必ずしもこの駅に停車する必要性は低くなったが、以下の理由で引き続き黒磯駅停車は継続されていた。
- 貨物列車の一部などでは依然として機関車の取替の必要がある。
- 東北本線における貨物列車の運転本数。
- 首都圏以西直流区間からの機関車運用の都合。
- 交直流両用車両の高コスト。
- 貨物列車については当駅で必ず乗務員交代が行われる。
- そもそも車両側切換に対応した設備ではないため通過が不可能[注 2]。

しかし、1968年10月の東北本線全線電化に伴うダイヤ改正による列車のスピードアップの関係上、一部の特急列車において黒磯駅を通過する必要に迫られた。このため同駅の1番線（下り本線）と5番線（上り本線）に地上切換設備も残したままデッドセクションを追設し、同時に信号動作も行う方式としたため、特急形車両を中心に通過運用充当車両には本装置を搭載して対応させた。
本装置を搭載する車両、または過去に搭載していた車両を以下に示す。
- 583系
- 483・485系
- キハ80系・キハ181系[注 6]
- EF81形（田端運転所・青森車両センター所属車の一部[注 7]）
- E655系
- EF510形500番台[2]

### 中央線快速用
国鉄時代には中央線快速区間にも列車選別装置が設置されていた。理由は同一線路に通勤電車を筆頭に特急から貨物列車まで多種の列車種別が設定されており、かつ高密度に運転されていたことによるものである。これは踏切の遮断時間の調整にも使用されていた。
国鉄分割民営化以後も使用されていたが、ATS-P使用開始によりこの機能はATS側で対処することとなり廃止された。

## 私鉄の列車選別装置

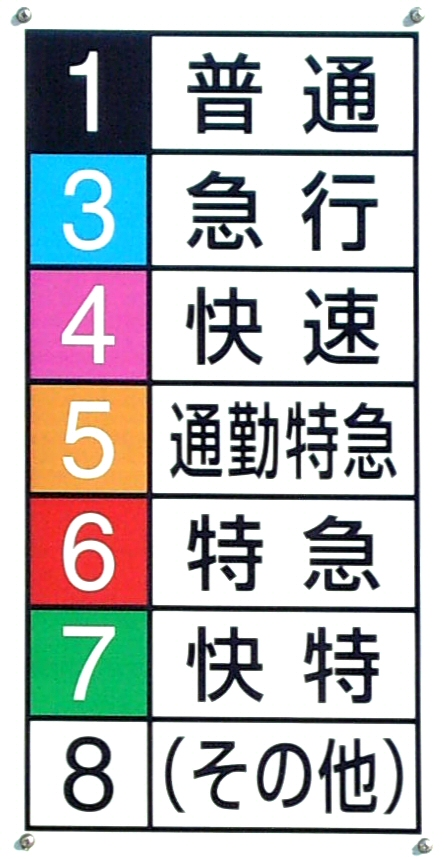
京成の緩急行選別装置の番号対照表。「（その他）」はスカイライナー・モーニングライナー・イブニングライナー・シティライナーおよび回送・試運転・臨時。2は欠番。

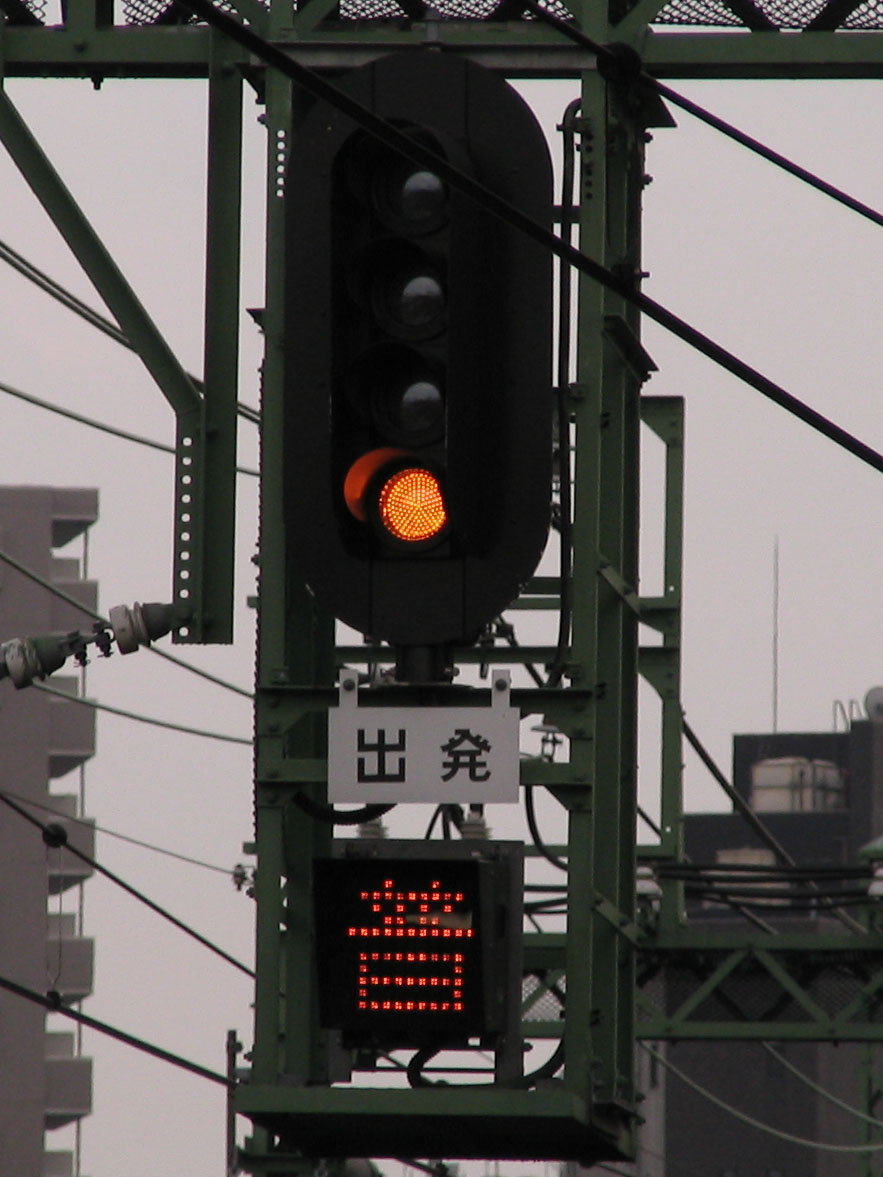
列車種別表示灯（京急線品川駅）

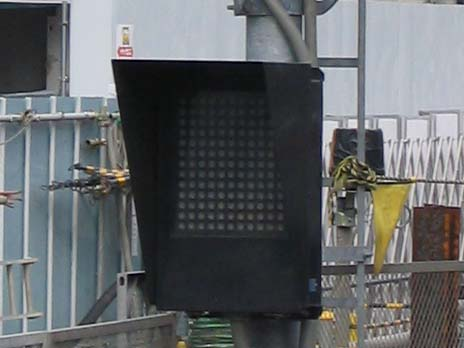
列車種別選別表示灯（京王線）

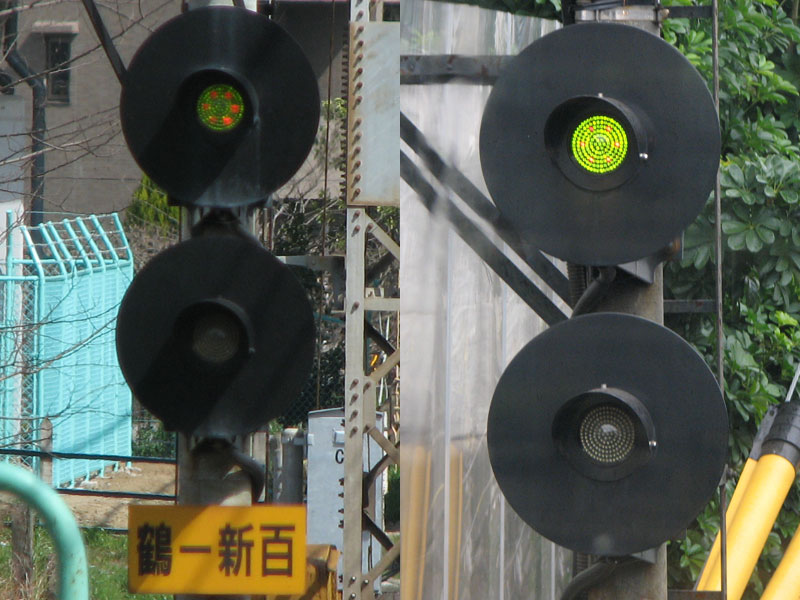
急緩行選別表示器（小田急線）

事業者により名称及び列車種別設定方法が異なる。また一部の鉄道事業者では地上側の表示は行われない。
いかに主要各事業者で導入されている列車選別装置について記す。なお鍵括弧内はその事業者における列車選別装置の正式な名称である。また、出典が確認できない事業者については記述を省略している。
- 京成電鉄「緩急行選別装置」
  - 副本線や折り返し設備があって列車の順序が入れ替わる可能性がある駅で、出発信号機の操作時に設定される。出発信号機の下に表示器があり、「急」などの漢字ではなく種別ごとに決められた1 - 8の数字で表示されるのが特徴。
  - 1 : 普通、4 : 快速、5 : 通勤特急、6 : 特急（アクセス特急含む）、7 : 快速特急、8 : ライナー・回送・試運転・臨時。（3 : 急行＝2010年7月17日のダイヤ改正で廃止）（2は欠番。）
  - 全ての表示器に種別と数字の対応表が掲示されている。掲示されている種別は基本的にはその線区に設定されている種別のみだが、例外的に千葉線に設置されているもののみ設定のない特急も掲示されている。また各駅では区間最高速度を示した標識も設置されており、各駅間では発車時までに表示器によって表示された数字（種別）の最高速度を出すことが出来る。
  - 緩急行選別装置の機構上、最大8種類の種別までしか対応していない[3]。また、場合によっては一旦8を表示してから本来の種別の数字を表示することもある。
  - この装置は金町線と成田空港線には設置されていない。
- 京浜急行電鉄「急緩行選別装置」
  - 出発信号機の近くにある「列車種別表示灯」と、駅手前にある「列車選別確認灯」からなる。
  - 「列車種別表示灯」では各列車の種別一文字を表示する。
  - 京急は種別に応じ、W : モーニング・ウィング号、エ : エアポート快特[注 8]、快 : イブニング・ウィング号[注 9]および快特、特 : 特急、急 : 急行、普 : 普通、回 : 回送列車、の一文字が表示される。なお通過駅においては、種別に関わらず通が表示される。また1999年7月30日まで運行されていた通勤快特の場合は勤、エアポート特急の場合は特急と同じく特を表示していた。
  - 種別の表示は出発信号機の現示とは連動しないが、表示されない状態では駅を通過できない。また全ての列車種別選別は主要駅信号扱い所での扱いとなる。これは京急ではCTC導入率が低いためである。駅出発時は列車種別の現示と同時に出発反応標識（レピーター）が点灯し、発車ベルが鳴動する。
  - 「列車選別確認灯」は一部駅の手前に設置され、点滅時は停車する必要があり、点灯時は通過可能を意味する。
- 相模鉄道
  - 列車からの列車種別情報を地上側で受け、種別に応じて踏切や駅の自動放送を制御する[4]。付随する装置として、出発信号機付近に設置されるLED式の「種別表示器」[4]、駅手前に設置され停車すべき場合に2灯が交互点滅する「停止指示表示灯」がある[4]。またATS-Pと連携し「誤通過防止装置」としての機能も備える[4]。
  - 種別表示器は京急と同型の物を使用し、表示内容は、特 : 特急、１ : 通勤特急、急 : 急行、２ : 通勤急行、快 : 快速、普 : 各駅停車、回 : 回送となる。通過駅においては通過する種別が表示される。
- 東急電鉄「急緩行選別装置（B・G各停型選別機）」
  - 2009年7月11日、大井町線二子玉川 - 溝の口間延伸開業に伴い設定した急緩行選別装置。大井町線は一部の列車が田園都市線の線路を走行し二子新地、高津両駅に停車する列車を設定したが、この列車では種別幕上は青（ブルー）各停とした。そして両駅に停車しない列車を緑（グリーン）各停とした。そのため青各停は「B」、緑各停は「G」、急行は「急」と現示し、種別を選別する。なお、二子玉川 - 溝の口間は高架であり、踏切は存在しない。この選別機は走行する線路上のポイントの切り替えのためのものである。
- 京王電鉄
  - 列車番号により、営業列車は、Ｌ：京王ライナーおよびMt.TAKAO号 京王線新宿 - 府中（相模原線直通列車は京王多摩センター）、準 : 特急 京王線新宿 - 府中間（相模原線直通列車は調布、かつての準特急の流用）、急 : 急行／特急 調布 - 橋本間・府中 - 京王八王子間・北野 - 高尾山口間／京王ライナー 京王多摩センター - 橋本間・府中 - 京王八王子間、／Mt.TAKAO号 府中 - 高尾山口間、区 : 区間急行 京王線新宿・新線新宿 - 調布間（ただし調布 - 府中間は急）、快 : 快速 京王線新宿・新線新宿 - 調布間、普 : 各駅停車および快速/区間急行の途中駅間で各駅に停車する場合に現示する。非営業列車は走行する区間に応じて、「区」を除いた「Ｌ、特、急、快、普」を現示するが、この場合は営業列車と同様に駅に停車する。どの列車においても次停車駅が隣り合う駅または隣り合う終着駅の場合、また踏切の設置されていない一部区間は選別は行っていない。その例として笹塚→京王線新宿間、東府中→府中間、北野→京王八王子間、高尾 - 高尾山口間、新線新宿 - 笹塚間等がある。なお車両の運転台には仕業表上の種別、行先等の扱いを表示できるようになっているが、前述の列車種別選別装置とは連動はしていない。なお、以前設定されていた通勤急行は通と、（旧）特急は特とそれぞれ表示されていた。
  - ATC導入後は列車選別装置はATCの機能の一部となっている。
- 小田急電鉄
  - 一部の駅出発時・進入時に主信号機の下ある「急緩行選別表示器」で種別を表示する。二つとも点灯している状態を「急行」とし駅を通過することができ、片方が点灯している状態を「緩行」とし駅に停車しなければならない。また、表示器の下に駅区間が掲示されている場合、その間の駅すべてにおいて現示している選別が有効になる。駅区間が表示されていない場合は、次駅のみに対しての選別となる。
  - 停車列車については出発信号機を停止現示とさせ誤通過を防止させる。通過列車の場合、ホームで停車することがないよう出発信号機が停止現示以外になるまで場内信号機は停止現示となり、ホームに進入することができない。
- 西武鉄道「急緩行列車選別装置」
  - 列車選別装置
    - 踏切警報時間の均一化と中間駅における列車誤通過防止を目的に導入し[5]、1967年6月1日より使用開始した[6]。日本信号製。
    - 列車種別番号（1 - 15）を車上子からの電波によって地上へ伝送する方式で、これに合わせて踏切の警報制御[7]、誤通過防止制御を行うものである。通信の電波には2種類を組み合わせて使用することで信頼性を向上させている[7]。
      - 運転士が仕業表を確認し、乗務員室内の「列車選別装置送信器」のダイヤルにて番号を設定すると、台車に設置された車上子から電波が発信され、これにより地上子と通信する[7]。
      - 誤通過防止機能は駅の出発信号機を制御するもので、停止現示を基本に、通過する場合のみ進行現示となる[8]。なお1988年には誤通過防止装置が導入され、それ以降は同装置への情報提供のみを行う。
      - 無信号の場合には安全側、つまり最速列車として制御するシステムとしている[7]。

    - 出庫駅、折返し駅などには「駅チェック装置」を設けて車上設定を確認することで、誤設定等の対策をとっている[7]。
      - 具体的には、駅線路上のループコイルと車上子の間で通信を行うもので[7]、運転士だけでなく信号係にも種別設定を行わせ、双方の種別設定が一致するかを確認[7]、また後尾車の車上子が無発信であるかを確認する[7]。条件を満たした場合のみ「番号表示器」に番号が表示され、列車の出発が許容される[7]。再確認してもなお種別設定が不一致の場合は装置の故障とみなし、種別番号0（無信号）に再設定の上で走行する[7]。
      - 1977年からはマイクロコンピュータを使用する「自動駅チェック装置」を導入した[8]。列車情報をあらかじめ記憶させることで[8]、車上設定の確認を自動化したほか[8]、駅の案内表示器などの制御も行う[8]。

    - 主な設備（設置位置/備考）[7]
      - 車上設備（全て両先頭車に設置）：列車選別装置送信器（乗務員室内上部）・車上子（台車）
      - 地上設備：地上子（線路上）・受信器・駅チェック装置（一部駅）
        - 駅チェック装置：番号表示器（出発信号機直下）・ループコイル（駅線路上/前後2つ）・受信架・制御盤
        - 自動駅チェック装置：番号表示器（出発信号機直下）・ループコイル（駅線路上/前後2つ）・自動チェック部

    - 1997年頃に列車番号設定器が設置された[9]が、これは列車無線により通信するもので、本装置とは関係がない。

  - 列車情報装置西武鉄道の列車情報設定器列車情報の地上子とその中継器

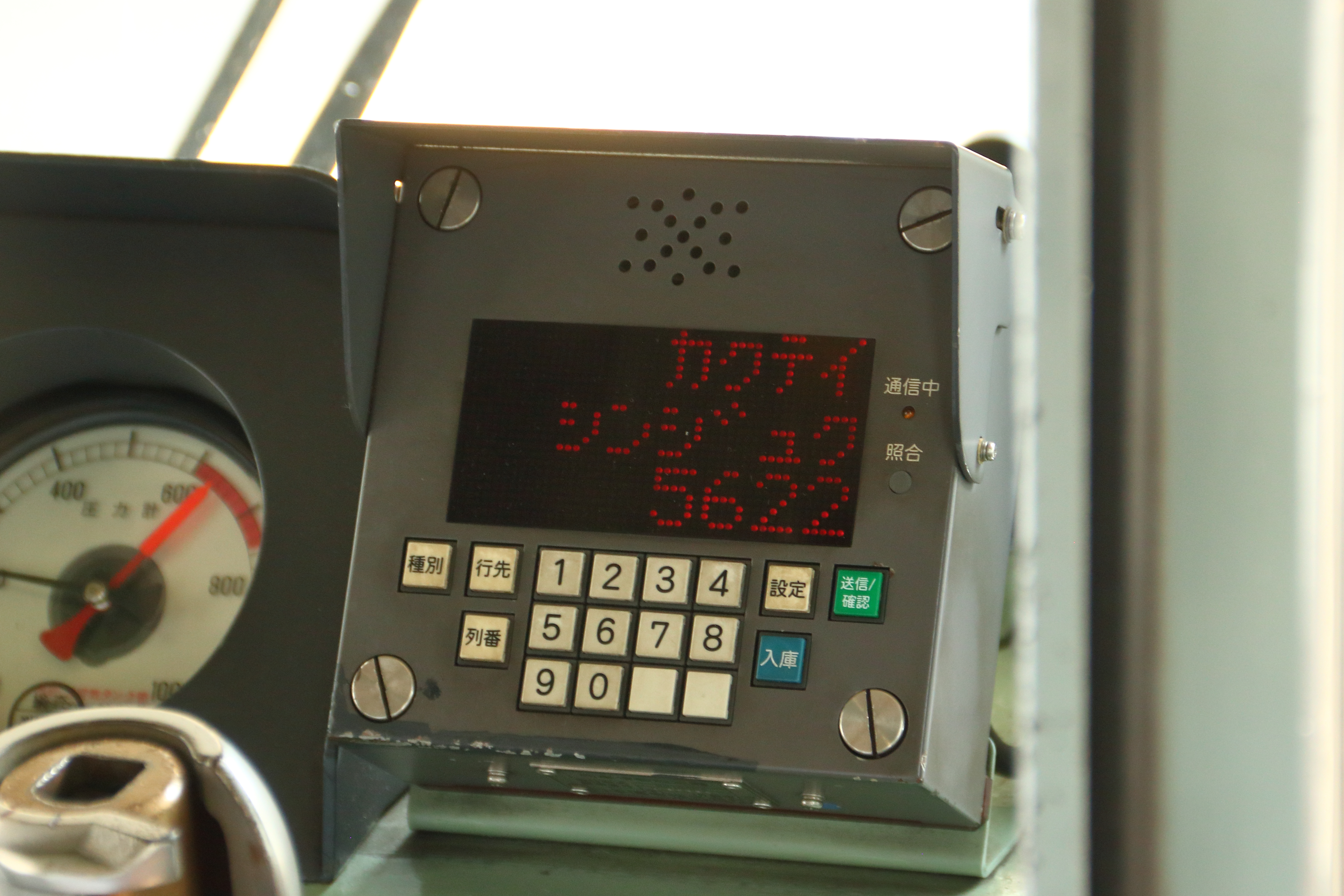
西武鉄道の列車情報設定器

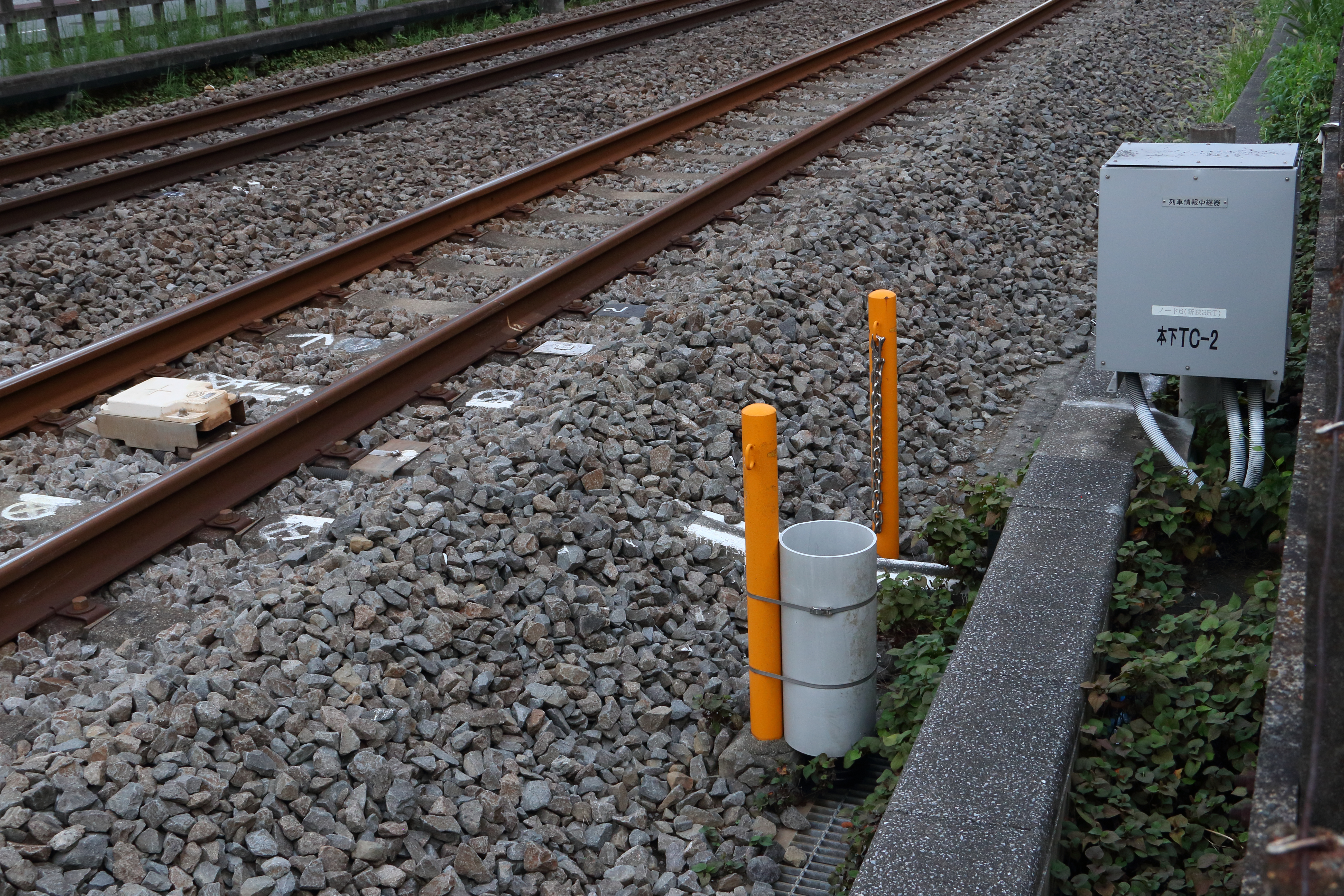
列車情報の地上子とその中継器

    - 従来装置の老朽化のほか、列車本数の増加やVVVF車によるノイズの増加などに対応するため、従来の装置に代わり導入した[10]。池袋線系統では2003年6月2日、新宿線系統では2004年6月10日より使用開始した[注 10][6]。山口線と多摩湖線では使用されていない。こちらも日本信号製だが、テレメータは明星電気が協力。「列情」と略される。
    - トランスポンダとテレメータを使用[11][12]し、高度な通信が行われる。列車番号・列車種別番号（数字2桁）・始発、行先駅番号（数字3桁）・車両数・車両番号・ドア数・ATCの有無などの情報を地上へ伝送し、踏切の警報時間均一化や中間駅の誤通過防止のほか[13]、行先・車種による進路チェックなど様々な用途に使用されている[12]。駅の案内表示器や西武線アプリにもこの情報が使用される[14]が、車両の表示器などの設定は別で行われる。
      - 基本的にはトランスポンダを使用し、車両床下に設置される車上子と、各駅の出発信号機内方に設置される地上子[10]との間で通信を行う。
      - テレメータは駅チェック機能に使用され、一部駅の出発信号機付近に設置される[10]。運行管理システム（SEMTRAC）と連携し、システム内のデータを基に車上設定の照合や書き込みを行う[10]。
      - 当時主流であった電磁誘導式トランスポンダではなくマイクロ波トランスポンダを使用している[10]こと、またテレメータは気象観測等で使用される無線方式を応用した[10]ことが特筆される。

    - 車上設定について
      - 列車番号・種別・行先については運転台の「列車情報設定器」のボタンにて乗務員が設定する。
        - 2005年頃[注 11]の運行管理システム更新後は、これと連携するこで書き込みが概ね自動化された[15]。運転士が仕業表と照らし合わせ、確認ボタンを押下することで設定となる。

      - 始発駅は自動で設定される。
      - 車両番号やドア数、ATCなどの車両情報はほぼ固定となるため、床下の「列車情報送受信器」にて設定を行う。

    - 主な設備（設置位置/備考）[10]
      - 車上設備（全て両先頭車に設置）：列車情報送受信器（床下[注 12]）・列車情報車上子（床下先頭台車後部）・列車情報設定器（運転台[注 13]）・列車情報分配器（乗務員室内上部/車上テレメータ内蔵）
      - 駅設備：列車情報装置・連動インターフェース・列車情報モニタ・中継器（地上子とテレメータの付近）・地上子（出発信号機内方の軌間内）・地上テレメータ（一部駅出発信号機付近）
      - 中央設備（中央指令に設置）：列車情報中央装置（池袋線系統・新宿線系統各一台）・無停電電源装置

    - 2018年から行われている列車無線の更新に合わせて列車情報設定器が交換され、タッチパネル式の液晶画面を装備する「列車無線表示器」（NEC製）となっている[注 14]。現在は列車情報設定器として使用されている[注 15]が、将来的にデジタル無線の運用にも使用されるものとみられる。
- 阪神電気鉄道「列車種類選別装置」 阪神用列車種類選別装置用車上子
画像の車両は近鉄22600系電車（旧塗装時代）

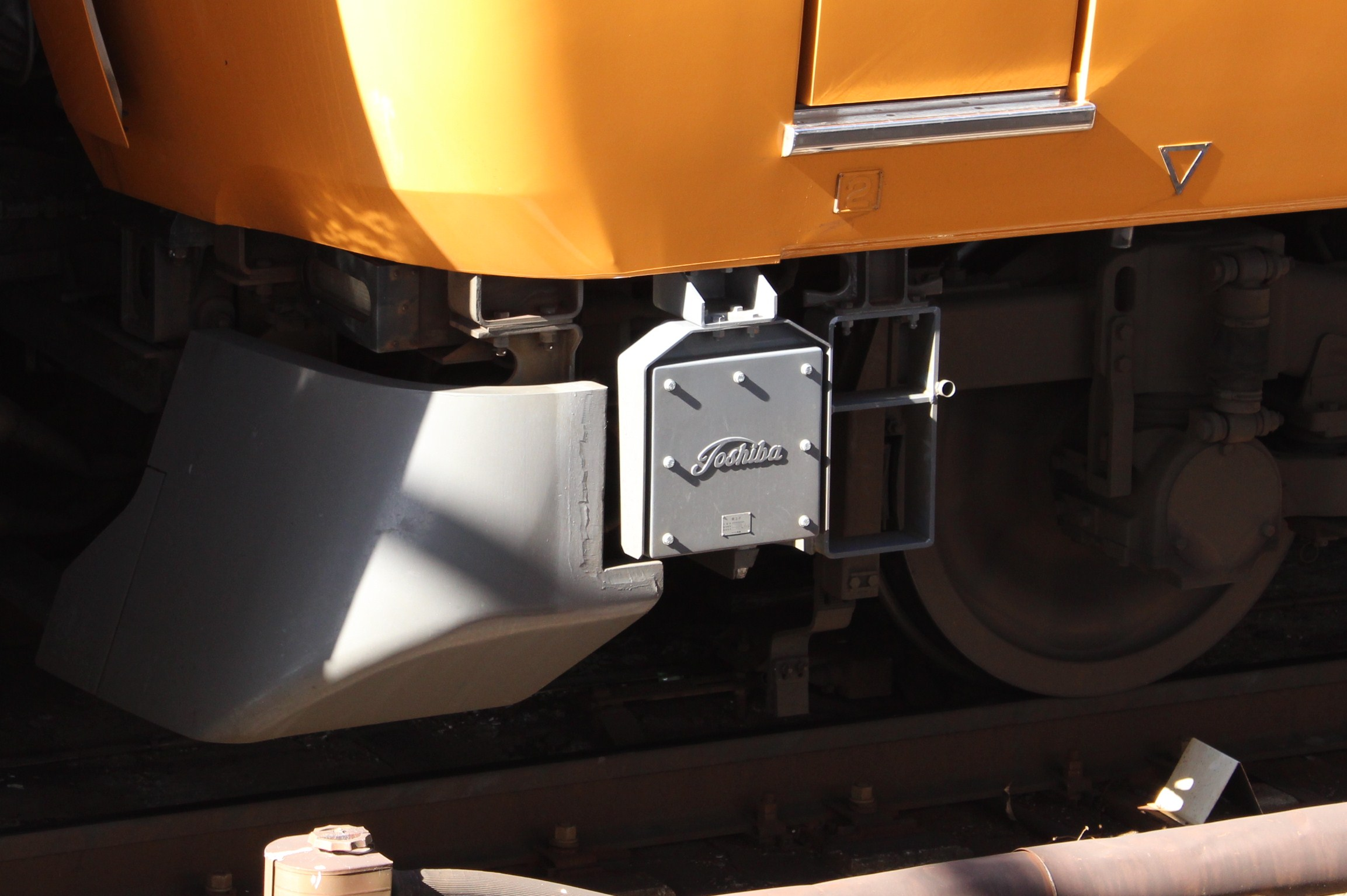
阪神用列車種類選別装置用車上子
画像の車両は近鉄22600系電車（旧塗装時代）

  - 列車の始発駅で車両側から設定を行う。ボタンで設定する方式で、運転台にA/N/E/K/S/L/回（他に予備が1つある）のボタンがある。A（ABCのA）は特急/直通特急/区間特急（および臨時で乗り入れる近鉄特急）、N（Nishi-OsakaおよびNambaのN）は快速急行（1987年以降。1974年までは西大阪線特急が使用）、E（ExpressのE）は急行、K（Kukan-KyukoのK）は区間急行、S（Semi-ExpおよびSub.Semi-ExpのS）は準急/区間準急（現在はともに阪神なんば線のみ）、L（LocalのL）は普通、回（回送の頭文字）は回送（および試運転）が使用する。これによって駅での列車接近放送や踏切遮断時間の制御を行っている[16]。
  - 後述する山陽電気鉄道や前述している相鉄などとは異なり、信号機直下での表示は行われていないが、ATSとこの列車種類選別装置の両方に関連している装置として、場内信号機のない駅の手前には誤通過防止を目的とした「駅通過防止装置」（停車列車のみに対して「S」が点滅する表示装置。阪神部内では「列選S標」と称す。なお導入最初期には「STOP」<Sの文字のみが大きく他の文字は小さめの表記>との表示であったが、後に現行の「S」のみの表示に変更されて現存していない）が設置されており、その制御にも使用されている[17]。
  - 阪神仕様の列車種類選別装置のメーカーは東芝であり、先頭車両の先端部の床下の左側面にある傘マーク（東京芝浦電気時代のロゴタイプ）の機器で判別できる。阪神全編成のほか、乗り入れる山陽電気鉄道の5000系の6両編成全編成と直通特急の予備兼用編成である一部の4両編成・5030系・3両編成の6000系の全編成および近鉄の9820系・5800系・5820系・9020系の奈良線所属編成の全編成・1026系の6両固定編成全編成・1252系の相互直通対応編成と、特急用の22600系の一部の編成にも搭載されている。なお、山陽電気鉄道からは3000系列の3・4両編成と5000系・6000系の4両編成の車両も阪神電鉄線に乗り入れてくるが、これらの車両は大石駅以西での運用であり、直通特急には充当されないので、列車種類選別装置は搭載されていない。
  - 全線での使用開始は1971年である[18]。当初は箱に収められたチャンネル式で、ダイヤルを各記号のいずれかに合わせて設定する方式であった。
- 山陽電気鉄道
  - 山陽電気鉄道では出発信号機[注 16]や場内信号機[注 17]の直下に種別が特急車（直通特急・山陽特急）は「ト」、S特急は「エ」、普通車は「フ」と表示される。阪神特急や黄色直特、S特急の各駅停車区間内は普通車と同じく「フ」と表示されている。